# Euxoa oppidicola
Euxoa oppidicola là một loài bướm đêm trong họ Noctuidae.